# Lista över byggnadsminnen i Västernorrlands län
Förteckning över byggnadsminnen i Västernorrlands län.

## Härnösands kommun
| Namn                                                  | Ursprunglig funktion                       | Byggår     | Arkitekt                  | Plats     | Läge               | Anläggnings-ID | Bild                                                                      |
| ----------------------------------------------------- | ------------------------------------------ | ---------- | ------------------------- | --------- | ------------------ | -------------- | ------------------------------------------------------------------------- |
| Fd. Landsarkivet, Härnösand (Juristen 6)              | Arkiv (1 byggnad)                          | 1935       | Sven Markelius            | Härnösand | 62.63209, 17.94676 |                | Se fler bilder av denna byggnad · Ladda upp en till bild av denna byggnad |
| Gamla Landstatshuset, Härnösand (Juristen 6)          | Länsstyrelse och landstathus (3 byggnader) | 1910       | Aron Johansson            | Härnösand | 62.63244, 17.94567 |                | Se fler bilder av denna byggnad · Ladda upp en till bild av denna byggnad |
| Gamla Lasarettet, Härnösand (Kråkan 2; f.d. 1)        | Sjukhus (1 byggnad)                        | 1788       |                           | Härnösand | 62.62956, 17.93286 |                | Se fler bilder av denna byggnad · Ladda upp en till bild av denna byggnad |
| Länsresidenset, Härnösand (Residenset 1)              | Residens (1 byggnad)                       | 1791       | Olof Tempelman            | Härnösand | 62.63239, 17.93722 |                | Se fler bilder av denna byggnad · Ladda upp en till bild av denna byggnad |
| Hemsö fästning (Havsto 1:1)                           | Fästning (2 byggnader)                     | 1953       |                           | Hemsön    | 62.72351, 18.12122 |                | Se fler bilder av denna byggnad · Ladda upp en till bild av denna byggnad |
| Härnösands rådhus (Rådhuset 1)                        | Rådhus (1 byggnad)                         | 1791       | Olof Tempelman            | Härnösand | 62.63257, 17.94087 |                | Se fler bilder av denna byggnad · Ladda upp en till bild av denna byggnad |
| Domkapitelhuset, Härnösand (Timmermannen 14)          | Skola,Läroverk,Katedralskola (1 byggnad)   | 1840-talet | Carl Gustaf Blom Carlsson | Härnösand | 62.63055, 17.94099 |                | Se fler bilder av denna byggnad · Ladda upp en till bild av denna byggnad |
| Nybergska huset (Banken 11)                           | Bostadshus (1 byggnad)                     | 1872       |                           | Härnösand | 62.63330, 17.94259 |                | Se fler bilder av denna byggnad · Ladda upp en till bild av denna byggnad |
| Sankt Petrilogen (Vinstocken 10; f.d. Vinstocken 3-8) | Ordenshus (1 byggnad)                      | 1871       | Axel Floderus             | Härnösand | 62.63156, 17.94349 |                | Se fler bilder av denna byggnad · Ladda upp en till bild av denna byggnad |

## Kramfors kommun
| Namn                                                                    | Ursprunglig funktion           | Byggår           | Arkitekt      | Plats                     | Läge               | Anläggnings-ID | Bild                                                                      |
| ----------------------------------------------------------------------- | ------------------------------ | ---------------- | ------------- | ------------------------- | ------------------ | -------------- | ------------------------------------------------------------------------- |
| Före detta Missionskyrkan, Nyadal (Hornön 2:14)                         | Frikyrka (2 byggnader)         | 1905             |               | Hornön                    | 62.81664, 17.94372 |                | Se fler bilder av denna byggnad · Ladda upp en till bild av denna byggnad |
| Barsta kapell (Barsta 1:57)                                             | Kapell (1 byggnad)             | 1665             |               | Barsta                    | 62.86166, 18.39759 |                | Se fler bilder av denna byggnad · Ladda upp en till bild av denna byggnad |
| Bjärtrå kungsgård (Kungsgården 19:2)                                    | Kungsgård (1 byggnad)          | 1750-talet       |               | Kungsgården               | 63.00452, 17.83355 |                | Se fler bilder av denna byggnad · Ladda upp en till bild av denna byggnad |
| IOGT/Föreningslokalen Babelsberg (Babel 5)                              | Nykterhetsloge (1 byggnad)     | 1903             |               | Kramfors                  | 62.92920, 17.77994 |                | Se fler bilder av denna byggnad · Ladda upp en till bild av denna byggnad |
| Rundlogen i Viätt (Viätt 1:1)                                           | Bondgård (1 byggnad)           | 1859             |               | byn Viätt, Styrnäs socken | 63.07171, 17.82867 |                | Se fler bilder av denna byggnad · Ladda upp en till bild av denna byggnad |
| Korsbyggnaden i Salum (Ullångers-Salum 3:2)                             | Bondgård (1 byggnad)           | 1700-talets slut |               | Salum                     | 63.00364, 18.16318 |                | Se fler bilder av denna byggnad · Ladda upp en till bild av denna byggnad |
| Sandöbron (Sandö 2:2, 2:5, Lunde 2:31, 2:74, 3:25-26, 3:8, 8:1 och S:1) | Bro (1 byggnad)                | 1943             | Per Hellström | Lunde-Sandö               | 62.88347, 17.87815 |                | Se fler bilder av denna byggnad · Ladda upp en till bild av denna byggnad |
| Halvkorsbyggnaden i Skoved (Skoved 3:2)                                 | Bondgård (1 byggnad)           | 1864             |               | Skoved                    | 63.03029, 18.31138 |                | Se fler bilder av denna byggnad · Ladda upp en till bild av denna byggnad |
| Wästerlunds konditori (Lunde 2:26-27)                                   | Café och konditori (1 byggnad) | 1946             |               | Lunde                     | 62.88153, 17.86983 |                | Se fler bilder av denna byggnad · Ladda upp en till bild av denna byggnad |

## Sollefteå kommun
| Namn                                                            | Ursprunglig funktion                       | Byggår    | Arkitekt | Plats      | Läge               | Anläggnings-ID | Bild                                    |
| --------------------------------------------------------------- | ------------------------------------------ | --------- | -------- | ---------- | ------------------ | -------------- | --------------------------------------- |
| Gamla apotekshuset, Sollefteå (Apotekaren 3; f.d. stadsäga 372) | Apotek (1 byggnad)                         | 1889      |          | Sollefteå  | 63.16733, 17.26999 |                | Ladda upp en till bild av denna byggnad |
| Norrlands trängregemente/T3 (Remsle 13:64)                      | Kasernetablissemang (13 byggnader)         | 1897      |          | Sollefteå  | 63.17404, 17.26830 |                | Ladda upp en till bild av denna byggnad |
| Tingshuset, Sollefteå (Rättvisan 4)                             | Tingshus,Arkiv (4 byggnader)               | 1904      |          | Sollefteå  | 63.16766, 17.28645 |                | Ladda upp en till bild av denna byggnad |
| Talmansgården, Multrå (Skedom 16:1)                             | Bondgård,Lanthandel (2 byggnader)          | 1899      |          | Sollefteå  | 63.17001, 17.32765 |                | Ladda upp en till bild av denna byggnad |
| Gålsjö bruk (Gålsjö 1:3)                                        | Bruk,Herrgård,Bruksherrgård (14 byggnader) | 1730-1776 |          | Boteå      | 63.18886, 17.81693 |                | Ladda upp en till bild av denna byggnad |
| Holms säteri (Holm 1:13)                                        | Säteri (8 byggnader)                       | 1771      |          | Överlännäs | 63.17011, 17.62642 |                | Ladda upp en till bild av denna byggnad |
| Sollefteå prästgård (Sollefteå prästbord 2:1 samt del av 2:2)   | Boställe,Prästgård (1 byggnad)             | 1963      |          | Sollefteå  | 63.16177, 17.28461 |                | Ladda upp en till bild av denna byggnad |
| Österåsens hälsohem (fd. sanatorium) (Österås 8:1)              | Stall,Sanatorium (8 byggnader)             | 1901      |          | Ed         | 63.21582, 17.18670 |                | Ladda upp en till bild av denna byggnad |

## Sundsvalls kommun
| Namn                                                                     | Ursprunglig funktion                                     | Byggår                  | Arkitekt                            | Plats                      | Läge                 | Anläggnings-ID | Bild                                    |
| ------------------------------------------------------------------------ | -------------------------------------------------------- | ----------------------- | ----------------------------------- | -------------------------- | -------------------- | -------------- | --------------------------------------- |
| Bernska huset (Glädjen 4; f.d. Glädjen 10)                               | Bostadshus, Bostadshus med lokal (1 byggnad)             | 1894                    | Gustaf Hermansson                   | Sundsvall (Stenstan)       | 62.39159, 17.30518   |                | Ladda upp en till bild av denna byggnad |
| Biografteatern Svea (Mars 1)                                             | Biograf (1 byggnad)                                      | 1911                    | Ragnar Östberg                      | Sundsvall (Stenstan)       | 62.38912, 17.30844   |                | Ladda upp en till bild av denna byggnad |
| Blombergska husen (Jupiter 3 och 5)                                      | Bostadshus, Bostadshus med lokal (2 byggnader)           | 1889                    | Sven Malm                           | Sundsvall (Stenstan)       | 62.39102, 17.31137   |                | Ladda upp en till bild av denna byggnad |
| Casselska huset (Mercurius 11:1)                                         | Bostadshus, Flerbostadshus med lokaler (1 byggnad)       | 1895                    | Sven Malm                           | Sundsvall (Stenstan)       | 62.39050, 17.31425   |                | Ladda upp en till bild av denna byggnad |
| Dahlman-Nordlingska huset (Minerva 4)                                    | Bostadshus, Bostadshus med lokal (1 byggnad)             | 1890                    | Gustaf Hermansson                   | Sundsvall (Stenstan)       | 62.39080, 17.31182   |                | Ladda upp en till bild av denna byggnad |
| Elfströmska huset (Bacchus 3)                                            | Bostadshus, Bostadshus med lokal (1 byggnad)             | 1911                    | Edward Bernhard                     | Sundsvall (Stenstan)       | 62.39022, 17.31373   |                | Ladda upp en till bild av denna byggnad |
| Fd. Centralhotellet, Sundsvall (Rätten 1)                                | Hotell (1 byggnad)                                       | 1891                    | Per Appelberg och Knut Gyllencreutz | Sundsvall (Stenstan)       | 62.39011, 17.30746   |                | Ladda upp en till bild av denna byggnad |
| Föreningslokalen Thor (Gista 5:16)                                       | Folkets hus (1 byggnad)                                  | 1896                    |                                     | Hörningsholm, Alnön        | 62.46620, 17.44728   |                | Ladda upp en till bild av denna byggnad |
| Galtströms bruk (Armplågan 1:1, 1:158, 1:174, 1:176-177 och Armsjön 1:1) | Bruk (30 byggnader)                                      | 1600-1800-talet         |                                     | Galtström, Njurunda socken | 62.16378, 17.49426   |                | Ladda upp en till bild av denna byggnad |
| Gamla Riksbankshuset, Sundsvall (Vinsten 2; f.d. Penningen 2)            | Bank, Hypoteksförening (1 byggnad)                       | 1907                    | Ullrich & Hallquisth                | Sundsvall (Stenstan)       | 62.39137, 17.30327   |                | Ladda upp en till bild av denna byggnad |
| Grahnska huset (Hälsan 6)                                                | Bostadshus, Bostadshus med lokal (1 byggnad)             | 1893                    | C F Malm                            | Sundsvall (Stenstan)       | 62.39127, 17.30758   |                | Ladda upp en till bild av denna byggnad |
| Gustav Adolfsskolan (Gustaf Adolfsskolan 1)                              | Skola, Folkskola (2 byggnader)                           | 1892                    |                                     | Sundsvall (Stenstan)       | 62.38836, 17.29834   |                | Ladda upp en till bild av denna byggnad |
| Hantverksföreningens byggnad (Penningen 7)                               | Föreningshus, Klubbhus (1 byggnad)                       | 1892                    | Sven Malm                           | Sundsvall (Stenstan)       | 62.39085, 17.30434   |                | Ladda upp en till bild av denna byggnad |
| Hedbergska huset (Penningen 6)                                           | Bostadshus (1 byggnad)                                   | 1890                    |                                     | Sundsvall (Stenstan)       | 62.39092, 17.30376   |                | Ladda upp en till bild av denna byggnad |
| Hirschska huset (Nyttan 3 och 6)                                         | Bostadshus, Bostadshus med lokal (2 byggnader)           | 1891                    | Johan Laurentz och Hjalmar Kumlien  | Sundsvall (Stenstan)       | 62.39089, 17.30590   |                | Ladda upp en till bild av denna byggnad |
| Hotel Knaust (Proserpina 5; f.d. Proserpina 2 och 4)                     | Hotell, Stadshotell (1 byggnad)                          | 1891                    | Sven Malm                           | Sundsvall (Stenstan)       | 62.39037, 17.31117   |                | Ladda upp en till bild av denna byggnad |
| Hovrätten för Nedre Norrland (Hovrätten 2)                               | Hovrätt, Tingshus, Polishus (2 byggnader)                | 1948                    | Sven Backström och Leif Reinius     | Sundsvall (Västermalm)     | 62.39148, 17.29401   |                | Ladda upp en till bild av denna byggnad |
| Jupiter 4 / Försäkringsbolaget Sveas hus (Jupiter 4)                     | Bostadshus, Bostadshus med lokal (1 byggnad)             | 1892                    | Hjalmar Kumlien                     | Sundsvall (Stenstan)       | 62.39099, 17.31068   |                | Ladda upp en till bild av denna byggnad |
| Köpmännens hus (Netto 9)                                                 | Bostadshus, Bostadshus med lokal (1 byggnad)             | 1894                    | Andreas Bugge                       | Sundsvall (Stenstan)       | 62.38926, 17.30504   |                | Ladda upp en till bild av denna byggnad |
| Malmströmska huset (Minerva 5)                                           | Bostadshus, Bostadshus med lokal (1 byggnad)             | 1897                    | Knut Gyllencreutz                   | Sundsvall (Stenstan)       | 62.39069, 17.31256   |                | Ladda upp en till bild av denna byggnad |
| Medborgarhuset Kusten i Stockvik (Dingersjö 1:67)                        | Medborgarhus, Kulturhus (1 byggnad)                      | 1955                    | Åke Lundberg och Bengt Lekhammar    | Stockvik                   | 62.34298, 17.36161   |                | Ladda upp en till bild av denna byggnad |
| Metodistkyrkan, Sundsvall (Nöjet 10; f.d. Nöjet 2)                       | Frikyrka (1 byggnad)                                     | 1892                    | John Henriksson                     | Sundsvall (Stenstan)       | 62.39079, 17.30231   |                | Ladda upp en till bild av denna byggnad |
| Minerva 6 (Minerva 6)                                                    | Bostadshus, Bostadshus med lokal (3 byggnader)           | 1890-talet              |                                     | Sundsvall (Stenstan)       | 62.39109, 17.31236   |                | Ladda upp en till bild av denna byggnad |
| Nybygget Gudmundstjärn (Gudmundtjärn 1:1)                                | Nybyggargård (19 byggnader)                              | 1778 (äldsta byggnaden) |                                     | Indal (Gudmundstjärn)      | 62.66045, 17.01628   |                | Ladda upp en till bild av denna byggnad |
| Ovansjöparken (Ovansjö 1:23)                                             | Park, Folkpark (7 byggnader)                             | 1932                    |                                     | Ovansjö                    | 62.23910, 17.39381   |                | Ladda upp en till bild av denna byggnad |
| Posthuset, Sundsvall (Borgmästaren 10)                                   | Posthus och poststation (1 byggnad)                      | 1955                    | Lars-Erik Lallerstedt               | Sundsvall (Stenstan)       | 62.38890, 17.30291   |                | Ladda upp en till bild av denna byggnad |
| Rahmska huset (Försöket 2)                                               | Bostadshus, Bostadshus med lokal (1 byggnad)             | 1891                    | Adolf Emil Melander                 | Sundsvall (Stenstan)       | 62.39130, 17.30810   |                | Ladda upp en till bild av denna byggnad |
| Stadshuset, Sundsvall (Stadshuset 1)                                     | Stadshus, Rådhus (1 byggnad)                             | 1868                    | Birger Oppman                       | Sundsvall (Stenstan)       | 62.39024, 17.30654   |                | Ladda upp en till bild av denna byggnad |
| Sundsvalls centralstation med perrongtak (Östermalm 1:1 o 3:1 - 3:2)     | Järnvägsstation (6 byggnader)                            | 1925                    | Folke Zettervall                    | Sundsvall                  | 62.38642, 17.31527   |                | Ladda upp en till bild av denna byggnad |
| Sundsvalls teater (Kassören 1)                                           | Teater, Operahus (1 byggnad)                             | 1894                    | Johan Erik Stenberg                 | Sundsvall (Stenstan)       | 62.38851, 17.30821   |                | Ladda upp en till bild av denna byggnad |
| Sundsvallsbankens hus (Pan 5)                                            | Bostadshus, Bostadshus med lokal (1 byggnad)             | 1886                    | Herman Theodor Holmgren             | Sundsvall (Stenstan)       | 62.39001, 17.30910   |                | Ladda upp en till bild av denna byggnad |
| Trapphuset i Thuressonska huset (Rådmannen 5)                            | Bostadshus (1 byggnad)                                   | 1890                    | Knut Gyllencreutz                   | Sundsvall (Stenstan)       | 62.388599, 17.305173 |                | Ladda upp en till bild av denna byggnad |
| Tillbudet 2 (Tillbudet 2)                                                | Bostadshus, Bostadshus med lokal (1 byggnad)             | 1907                    |                                     | Sundsvall (Stenstan)       | 62.38988, 17.30175   |                | Ladda upp en till bild av denna byggnad |
| Tryckeribolagets hus (Vesta 3; f.d. Vesta 2)                             | Bostadshus, Flerbostadshusområde med lokaler (1 byggnad) | 1891                    | Per Appelberg och Knut Gyllencreutz | Sundsvall (Stenstan)       | 62.38954, 17.30917   |                | Ladda upp en till bild av denna byggnad |
| Wikströmska huset (Tara 2)                                               | Bostadshus (1 byggnad)                                   | 1892                    | Adolf Emil Melander                 | Sundsvall (Stenstan)       | 62.38909, 17.30693   |                | Ladda upp en till bild av denna byggnad |
| Åsens sågverksanläggning (Åsen 1:4-5 o del av 1:25 och samfällighet)     | Såg (2 byggnader)                                        | 1905                    |                                     | Liden                      | 62.68902, 16.75533   |                | Ladda upp en till bild av denna byggnad |

## Timrå kommun
| Namn                            | Ursprunglig funktion | Byggår | Arkitekt | Plats   | Läge               | Anläggnings-ID | Bild                                    |
| ------------------------------- | -------------------- | ------ | -------- | ------- | ------------------ | -------------- | --------------------------------------- |
| Skeppshamns kapell (Åkerö 3:19) | Kapell (1 byggnad)   | 1788   |          | Tynderö | 62.40396, 17.72583 |                | Ladda upp en till bild av denna byggnad |

## Ånge kommun
| Namn                                      | Ursprunglig funktion                  | Byggår | Arkitekt | Plats   | Läge               | Anläggnings-ID | Bild                                    |
| ----------------------------------------- | ------------------------------------- | ------ | -------- | ------- | ------------------ | -------------- | --------------------------------------- |
| Vikbron över Ljungan (Västerkomsta 5:117) | Bro (1 byggnad)                       | 1888   |          | Fränsta | 62.49335, 16.14066 |                | Ladda upp en till bild av denna byggnad |
| Ö (Ånge Ö 1:6)                            | Bondgård,Bysamfällighet (8 byggnader) | 1889   |          | Ö       | 62.52023, 15.99101 |                | Ladda upp en till bild av denna byggnad |

## Örnsköldsviks kommun
| Namn                                                                   | Ursprunglig funktion               | Byggår      | Arkitekt | Plats        | Läge               | Anläggnings-ID | Bild                                    |
| ---------------------------------------------------------------------- | ---------------------------------- | ----------- | -------- | ------------ | ------------------ | -------------- | --------------------------------------- |
| E W-stugan, Arbetslösas hem (Skulnäs 1:23)                             | Övernattningsställe (1 byggnad)    | 1931        |          | Nätra        | 63.16236, 18.42043 |                | Ladda upp en till bild av denna byggnad |
| Arnäs skola (Arnäs Prästbord 1:51)                                     | Skola,Folkskola (4 byggnader)      | 1901        |          | Arnäsvall    | 63.31921, 18.79227 |                | Ladda upp en till bild av denna byggnad |
| Gammelgården Myckelgensjö 3:24 samt del av 16:2 och 21:1, GAMMELGÅRDEN | Bondgård (24 byggnader)            | 1866        |          | Anundsjö     | 63.57304, 17.60801 |                | Ladda upp en till bild av denna byggnad |
| Gästgivaregården i Överhörnäs (Främmerhörnäs 4:6)                      | Gästgivargård,Bondgård (1 byggnad) | 1880-talet  |          | Överhörnäs   | 63.28714, 18.55632 |                | Ladda upp en till bild av denna byggnad |
| Hamnkranarna (Örnsköldsvik 9:1)                                        | Hamn (2 byggnader)                 | 1952 & 1963 |          | Örnsköldsvik | 63.28574, 18.71719 |                | Ladda upp en till bild av denna byggnad |
| Ulvö gamla kapell (Ulvön 11:1)                                         | Kapell,Kyrka (2 byggnader)         | 1622        |          | Ulvöhamn     | 63.02236, 18.64966 |                | Ladda upp en till bild av denna byggnad |
| Örnsköldsviks station (Örnsköldsvik 11:2)                              | Järnvägsstation (1 byggnad)        | 1892        |          | Örnsköldsvik | 63.28434, 18.70848 |                | Ladda upp en till bild av denna byggnad |